# 熊形樹袋鼠
熊形樹袋鼠（Dendrolagus ursinus），又名擬熊樹袋鼠或黑樹袋鼠，是印尼一種特有的樹袋鼠。
拟熊树袋鼠也叫熊形树袋鼠，因其全身的毛都是黑褐色，仅略带一些白色的针毛，所以又被称为黑树袋鼠。它的身体较小，体长仅有55—60厘米，但尾巴却很长，其长度竟与体长几乎相等。
拟熊树袋鼠是一种树栖动物，每天的大部分时间都是在树上度过的。与地栖袋鼠相比较，它在形态结构上出现了很多重要的变化，因而能够很好地适应树栖的生活。它不像地栖袋鼠那样，明显地前肢短后肢长，以便在地面上迅速地跳跃前进，而是前肢和后肢的长短大体相等。虽然它的后肢仍属于跳跃型，但已变得较短、较粗，在地面上的跳跃能力自然也就比不上地栖的袋鼠了。它的脚掌粗糙而富有颗粒，而且生长着强大而略弯的爪，握力很强，也有利于沿着树干上下攀援。它的尾巴虽然也像地栖袋鼠一样又粗又长，但整条尾巴从前到后的粗细大体一致，而不似地栖袋鼠那样前粗后细。另外，尾巴的下面的毛甚少，甚至完全赤裸，从而有利于紧紧盘握树枝，并且当其在树上攀缘时起一定的支撑作用。
拟熊树袋鼠仅分布在大洋洲新几内亚的西北部，喜欢栖居于茂密的热带常绿雨林中，在林中上下攀援非常灵活，其敏捷的动作甚至可以同热带雨林中的各种猿猴相媲美。在林中迅速地跳跃前进时，它可以从一棵树纵身跳到10米开外的另一棵树上，最大的跳跃距离竟达到15—18米远，甚至还能从离地20多米高的树梢上轻松地跳下来而安然无恙。有时它也下到地面活动，在下树的时候，经常是头朝上脚冲下，倒退着下来。在地面上也是跳跃着前进，上身略向前倾，尾巴略向上弯，以便保持平衡，但步伐很小，速度也不快，根本不能和大袋鼠等地栖袋鼠相比。
拟熊树袋鼠常常结成小群栖息，白天隐藏于枝叶茂密地林中，早晨和黄昏活动最为频繁，在树枝上或地面上寻觅各种野果、树叶为食，尤其喜欢吃羊齿类植物。由于它同其他各种袋鼠一样，在食管、胃和小肠上部都有大量能使植物发酵的细菌，有助于迅速消化食物，所以它取食的植物种类也非常多。它的寿命最长可达20年左右。
同其他袋鼠一样，拟熊树袋鼠雌兽的腹部生有一个像口袋一样的皮褶，遮住里面的4个乳头，被称为育儿袋。它虽然也是胎生动物，但妊娠期很短，仅为32日左右，每胎只产1仔。由于胎儿在雌兽子宫里的时间并不长，以至于刚出生幼仔的发育很不完全，浑身上下赤裸裸地，一点毛也没有，而且双眼紧闭。但奇妙的是，幼仔出生以后并不用雌兽的帮助，而是全靠自己的力量沿着雌兽腹部缓缓地爬到育儿袋中寻找乳头，找到乳头后就叼住不放。由于雌兽的乳头周围生有一种特殊的肌肉，不仅可以使乳头的末端深深地塞到幼仔的口内，而且通过这些肌肉有规律的自动收缩，把乳汁喷射出来。这时，幼仔的口缘紧裹着乳头，喉部上升，直抵鼻腔，乳汁可以畅通无阻地流进食道。拟熊树袋鼠的幼仔就这样一直挂在雌兽的乳头上，以雌兽分泌的乳汁为营养进行生长发育，直至数月后发育完全的时候，才将乳头松开，但仍要在育儿袋中生活1年以上，才能离开雌兽，独立生活。
拟熊树袋鼠因失去棲息地而受到威脅。牠們被列入在《瀕危野生動植物種國際貿易公約》附錄二中的保護範圍。